# Mikania longicarpa
Mikania longicarpa là một loài thực vật có hoa trong họ Cúc. Loài này được W.C.Holmes mô tả khoa học đầu tiên năm 1988.